# Station Stegna Morska
Station Stegna Morska (halte Oberförsterei) is een spoorwegstation in de Poolse plaats Stegna (Duits: Steegen). Het werd in 1905 geopend en had een enkelzijdig perron. Het station lag aan een smalspoorlijn, die richting Sztutowo (Stutthof) liep. Het passagiersvervoer is in 1996 gestaakt en in 1998 is de lijn gesloten. In 2003 is de smalspoorbaan heropend voor toeristisch verkeer in de zomermaanden.
Het station lag 400 meter ten oosten van Station Stegna PKS, bij de kruising met de Morska, een weg die in noordelijke richting naar de Bocht van Gdańsk loopt. 